# KVC Lille United

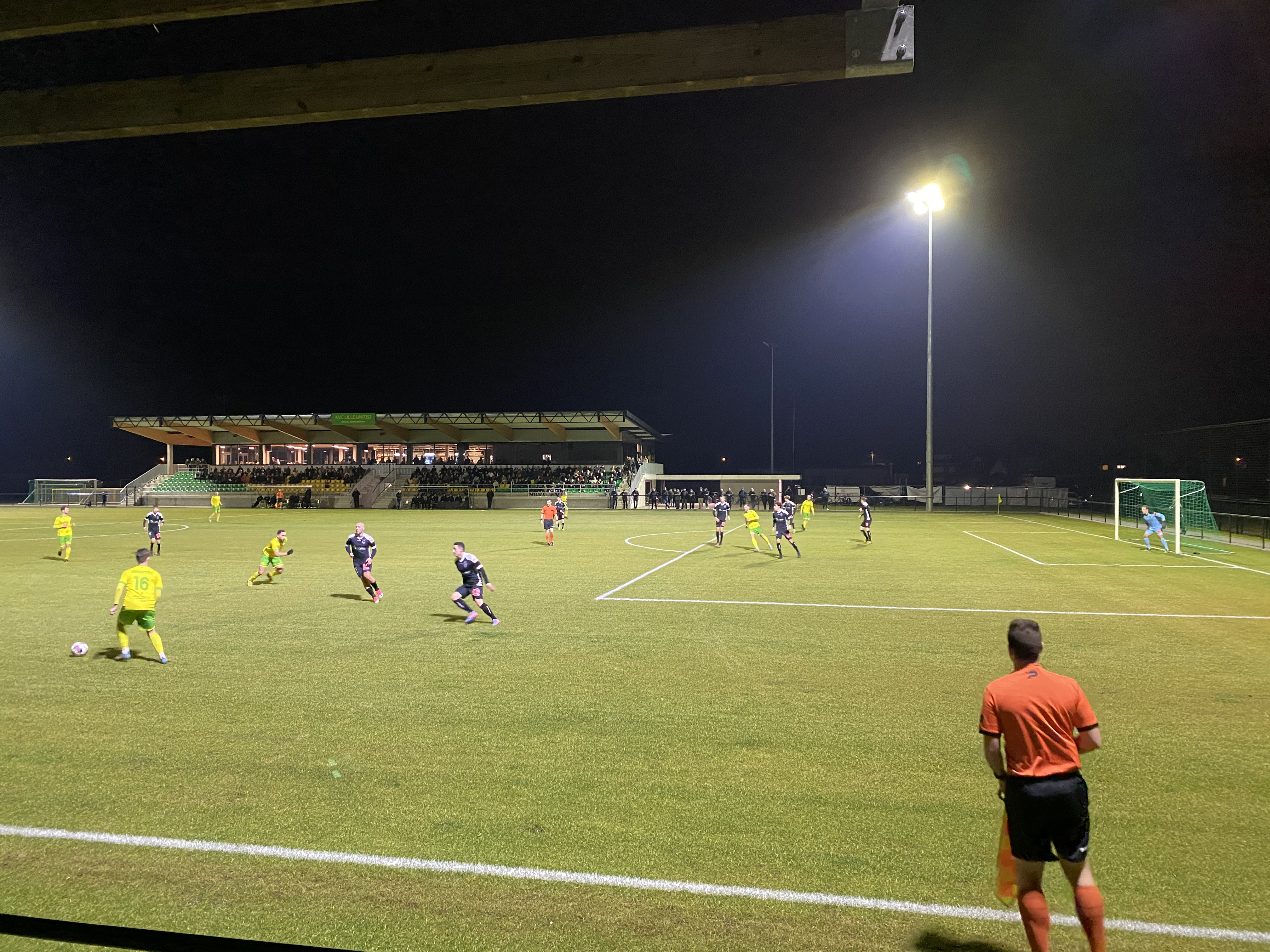
Het stadion aan de Heggelaan in Poederlee tijdens de wedstrijd van 18.02.2023 tussen Lille United en Bocholter VV in Tweede Amateur B.

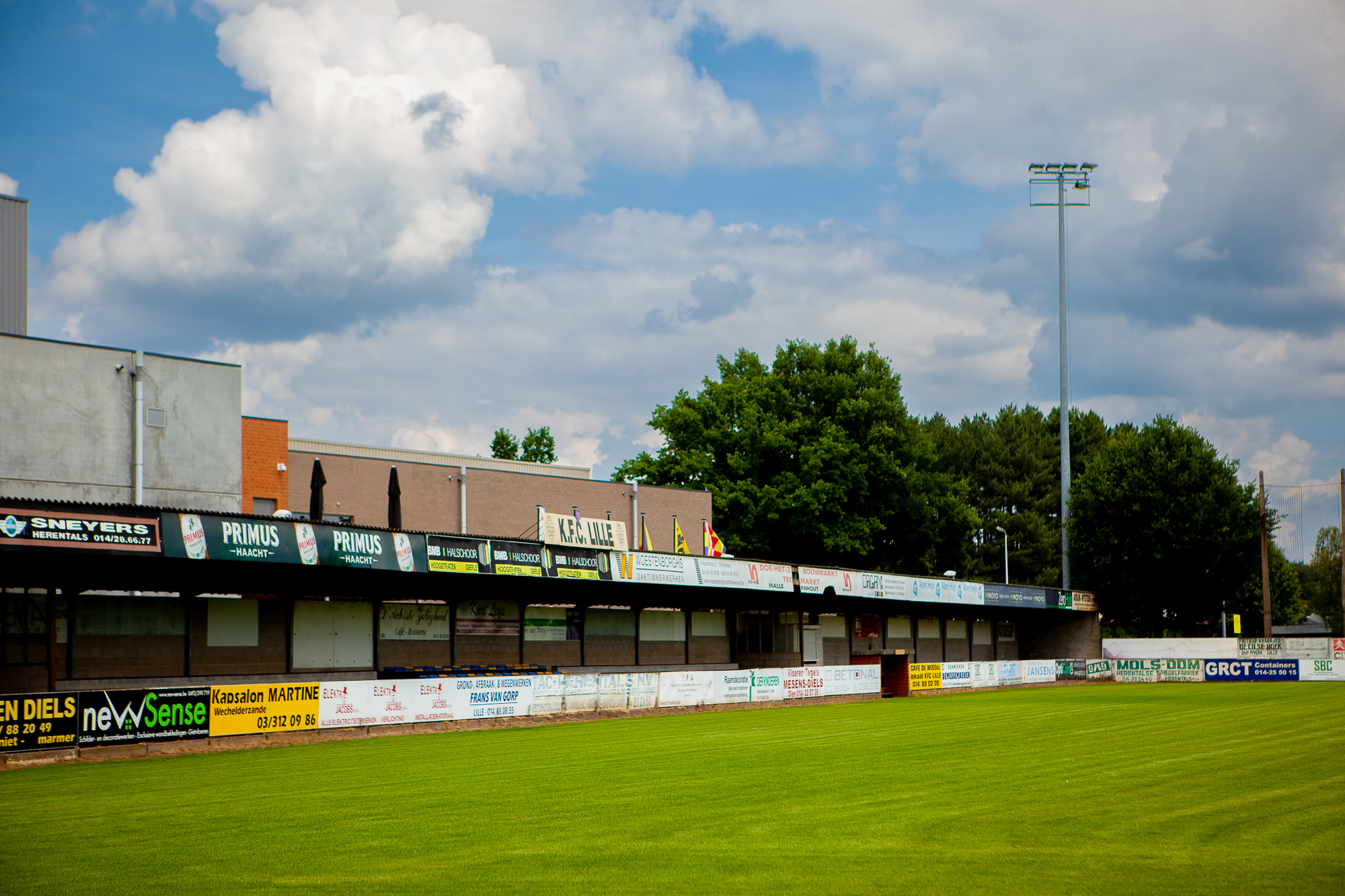
Sportcentrum Balsakker in Lille. Voormalig stadion van de club.

KVC Lille United is een Belgische voetbalclub uit het Antwerpse Lille. De club is bij de KBVB aangesloten met stamnummer 2618 en heeft geel-groen als kleuren. De club speelde in haar bestaan al bijna anderhalf decennium in de nationale reeksen.

## Geschiedenis
De club werd opgericht in 1938 als FC De Heidebloem Sint-Pieters-Lille, of kortweg FC Heidebloem Lille. De club bleef de volgende halve eeuw in de provinciale reeksen spelen. In 1987 kreeg de club de koninklijke titel, en wijzigde in 1988 zijn naam in Koninklijke Football Club De Heidebloem Sint-Pieters-Lille.
In de jaren 90 bereikte men onder leiding van trainer Marc Dillen en onder aanvoering van Nico van Breemen voor het eerst de nationale reeksen; in 1995 speelde men voor het eerst in de nationale Vierde Klasse. De eerste jaren had Lille het moeilijk, maar kon zich desondanks telkens handhaven. In 1999 werd de clubnaam gewijzigd tot KFC Lille.
In 2001 haalde men voor het eerst de eindronde voor promotie; waar men echter al in de eerste ronde sneuvelde na een 4-0 nederlaag tegen KSK Wevelgem City. Lille kon dit knappe seizoen niet herhalen, en een paar jaar later, in 2004, strandde men zelfs afgetekend op een allerlaatste plaats. Na negen jaar nationaal voetbal zakte men terug naar Eerste Provinciale. In 2006 promoveerde Lille na twee jaar terug naar Vierde Klasse en in 2008 mochten ze opnieuw de eindronde voor promotie spelen, na overwinningen tegen KSV Temse en RFC Turkania Faymonville verloren ze de finale tegen KV Woluwe-Zaventem. Na vijf seizoenen zakte men in 2011 echter opnieuw naar de provinciale reeksen. In 2016 promoveerde de club uit Lille terug naar Vierde Klasse, echter na een seizoen degradeerde men terug naar de provinciale reeksen. In 2020 werd Lille kampioen in Eerste Provinciale en keerde terug naar nationale. 
In 2021 fuseert de club met VC Poederlee tot KVC Lille United en gaat in Poederlee spelen.
In 2022 promoveerde Lille United naar Tweede Amateur via de eindronde.

## Resultaten
| Seizoen | Klasse | Klasse | Klasse | Klasse | Klasse | Klasse | Klasse | Klasse | Klasse | Reeks                                                    | Punten                                                   | Opmerkingen                                                 |
|         | I      | I      | II     | III    | IV     | P.I    | P.II   | P.III  | P.IV   |                                                          |                                                          |                                                             |
| ------- | ------ | ------ | ------ | ------ | ------ | ------ | ------ | ------ | ------ | -------------------------------------------------------- | -------------------------------------------------------- | ----------------------------------------------------------- |
| 2005/06 |        |        |        |        |        | 5      |        |        |        | Eerste Prov. Antw                                        | 50                                                       |                                                             |
| 2006/07 |        |        |        |        | 6      |        |        |        |        | Vierde Klasse C                                          | 49                                                       |                                                             |
| 2007/08 |        |        |        |        | 6      |        |        |        |        | Vierde Klasse C                                          | 48                                                       | Verlies in eindronde voor promotie tegen KV Woluwe-Zaventem |
| 2008/09 |        |        |        |        | 12     |        |        |        |        | Vierde Klasse C                                          | 38                                                       |                                                             |
| 2009/10 |        |        |        |        | 8      |        |        |        |        | Vierde Klasse C                                          | 41                                                       |                                                             |
| 2010/11 |        |        |        |        | 14     |        |        |        |        | Vierde Klasse C                                          | 33                                                       |                                                             |
| 2011/12 |        |        |        |        |        | 8      |        |        |        | Eerste Prov. Antw                                        | 47                                                       |                                                             |
| 2012/13 |        |        |        |        |        | 9      |        |        |        | Eerste Prov. Antw                                        | 42                                                       |                                                             |
| 2013/14 |        |        |        |        |        | 7      |        |        |        | Eerste Prov. Antw                                        | 43                                                       |                                                             |
| 2014/15 |        |        |        |        |        | 1      |        |        |        | Eerste Prov. Antw                                        | 53                                                       |                                                             |
| 2015/16 |        |        |        |        | 15     |        |        |        |        | Vierde Klasse C                                          | 23                                                       |                                                             |
|         | 1A     | 1B     | 1Am    | 2Am    | 3Am    | P.I    | P.II   | P.III  | P.IV   | Vanaf 2016-17 zijn er 3 nationale en 2 regionale niveaus | Vanaf 2016-17 zijn er 3 nationale en 2 regionale niveaus | Vanaf 2016-17 zijn er 3 nationale en 2 regionale niveaus    |
| 2016/17 |        |        |        |        |        | 2      |        |        |        | Eerste Prov. Antw                                        | 62                                                       |                                                             |
| 2017/18 |        |        |        |        |        | 2      |        |        |        | Eerste Prov. Antw                                        | 56                                                       |                                                             |
| 2018/19 |        |        |        |        |        | 10     |        |        |        | Eerste Prov. Antw                                        | 40                                                       |                                                             |
| 2019/20 |        |        |        |        |        | 1      |        |        |        | Eerste Prov. Antw                                        | 62                                                       |                                                             |
| 2020/21 |        |        |        |        | -      |        |        |        |        | Derde afdeling B                                         | -                                                        | Vroegtijdig stopgezet wegens de Coronacrisis                |
| 2021/22 |        |        |        |        | 4      |        |        |        |        | Derde afdeling B                                         | 54                                                       | Promotie via eindronde na winst tegen KFC Diest (2-1)       |
| 2022/23 |        |        |        | 11     |        |        |        |        |        | Tweede afdeling B                                        | 46                                                       |                                                             |
| 2023/24 |        |        |        | 15     |        |        |        |        |        | Tweede afdeling B                                        | 40                                                       |                                                             |
| 2024/25 |        |        |        | 14     |        |        |        |        |        | Tweede afdeling B                                        | 30                                                       | Verlies in eindronde voor degradatie tegen FC Gullegem      |
| 2025/26 |        |        |        |        |        |        |        |        |        | Derde afdeling B                                         |                                                          |                                                             |

## Bekende (oud-)spelers
- Sjoerd van Beers
- Nico van Breemen
- Gert Cannaerts
- Nathan Goris
- Roel Van Hemert
- Sherjill Mac-Donald
- Daniel Owusu
- Gill Swerts
- Bram Vangeel

## Trainers
| Seizoen | Trainer          |
| ------- | ---------------- |
| 2005/06 | Frank Belmans    |
| 2006/07 | Frank Belmans    |
| 2007/08 | Frank Belmans    |
| 2008/09 | Frank Belmans    |
| 2009/10 | Frank Belmans    |
| 2010/11 | Frank Belmans    |
| 2011/12 | Chris Bollaerts  |
| 2012/13 | Chris Bollaerts  |
| 2013/14 | Dirk Van Rillaer |
| 2014/15 | Sven Eeraerts    |
| 2015/16 | Sven Eeraerts    |
| 2016/17 | Cis Bosschaerts  |
| 2017/18 | Frans Vloemans   |
| 2018/19 | Frans Vloemans   |